# 2864 Soderblom
2864 Soderblom este un asteroid din centura principală, descoperit pe 12 ianuarie 1983 de Brian Skiff.